# Tunnel Mountain
Tunnel Mountain är ett berg i Kanada.   Det ligger i provinsen Alberta, i den centrala delen av landet, 3 000 km väster om huvudstaden Ottawa. Toppen på Tunnel Mountain är 1 692 meter över havet, eller 293 meter över den omgivande terrängen. Bredden vid basen är 3,9 km.
Terrängen runt Tunnel Mountain är bergig söderut, men norrut är den kuperad.Närmaste större samhälle är Banff, 1,5 km sydväst om Tunnel Mountain. 
I omgivningarna runt Tunnel Mountain växer i huvudsak barrskog. Runt Tunnel Mountain är det ganska tätbefolkat, med 52 invånare per kvadratkilometer.